# Xã London Britain, Quận Chester, Pennsylvania
Xã London Britain (tiếng Anh: London Britain Township) là một xã thuộc quận Chester, tiểu bang Pennsylvania, Hoa Kỳ. Năm 2010, dân số của xã này là 3.139 người.